# Bonaducecythere hartmanni
Bonaducecythere hartmanni is een mosselkreeftjessoort uit de familie van de Bonaducecytheridae. De wetenschappelijke naam van de soort is voor het eerst geldig gepubliceerd in 1977 door McKenzie.